# 蒙托图尔
蒙托图尔（法語：Montautour，法語發音：[mɔ̃totuʁ]）是法国伊勒-维莱讷省的一个市镇，属于富热尔-维特雷区。

## 地理
蒙托图尔（48°12'14"N, 1°8'49"W）面积6.9 平方千米，位于法国布列塔尼大區伊勒-维莱讷省，该省份为法国西北部沿海省份，位于布列塔尼半岛东部，北濒大西洋，西接阿摩尔滨海省和莫尔比昂省，南至大西洋卢瓦尔省，西南端接曼恩-卢瓦尔省，东临马耶讷省，东北与芒什省接壤。
与蒙托图尔接壤的市镇（或旧市镇、城区）包括：普兰塞、巴拉泽、旺德莱地区沙蒂永、圣梅尔韦、拉克鲁瓦克西耶。

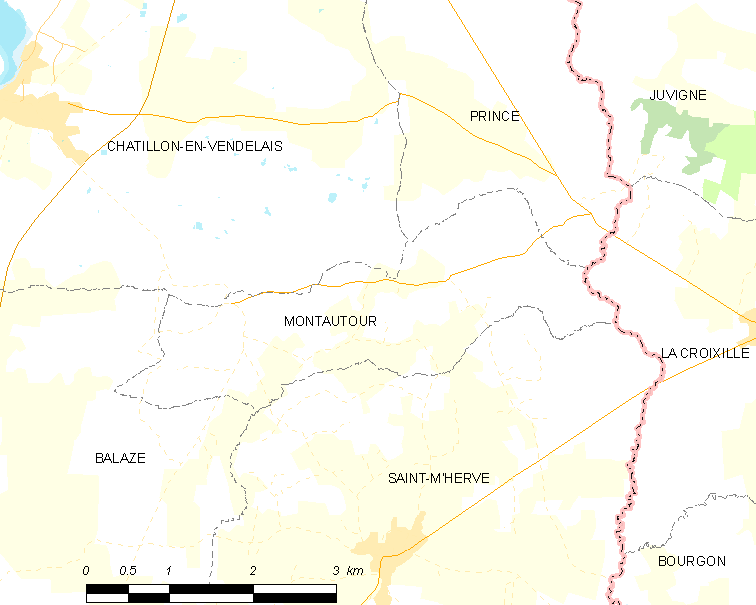
蒙托图尔的OSM定位图

蒙托图尔的时区为UTC+01:00、UTC+02:00（夏令时）。

## 行政
蒙托图尔的邮政编码为35210，INSEE市镇编码为35185。

## 政治
蒙托图尔所属的省级选区为维特雷县。

## 人口

1962-2008年间蒙托图尔人口变化图示

蒙托图尔于2022年1月1日时的人口数量为268人。